# Sanicula tuberosa
Sanicula tuberosa är en flockblommig växtart som beskrevs av John Torrey. Sanicula tuberosa ingår i släktet sårläkor, och familjen flockblommiga växter. Inga underarter finns listade i Catalogue of Life.